# Schistocolpia
Schistocolpia là một chi bướm đêm thuộc họ Geometridae.